# Sant Remic de Blòt
Saint-Rémy-de-Blot és un municipi francès situat al departament del Puèi Domat i a la regió d'Alvèrnia-Roine-Alps. L'any 2007 tenia 204 habitants.

## Demografia

### Població
El 2007 la població de fet de Saint-Rémy-de-Blot era de 204 persones. Hi havia 93 famílies de les quals 27 eren unipersonals (12 homes vivint sols i 15 dones vivint soles), 39 parelles sense fills, 19 parelles amb fills i 8 famílies monoparentals amb fills.
La població ha evolucionat segons el següent gràfic:
Habitants censats

### Habitatges
El 2007 hi havia 169 habitatges, 99 eren l'habitatge principal de la família, 47 eren segones residències i 23 estaven desocupats. 163 eren cases i 6 eren apartaments. Dels 99 habitatges principals, 85 estaven ocupats pels seus propietaris, 11 estaven llogats i ocupats pels llogaters i 3 estaven cedits a títol gratuït; 7 tenien dues cambres, 8 en tenien tres, 24 en tenien quatre i 60 en tenien cinc o més. 67 habitatges disposaven pel capbaix d'una plaça de pàrquing. A 55 habitatges hi havia un automòbil i a 35 n'hi havia dos o més.

### Piràmide de població
La piràmide de població per edats i sexe el 2009 era:
| Homes | Edats   | Dones |
| ----- | ------- | ----- |
| 0     | 95 o +  | 0     |
| 0     | 90 a 94 | 0     |
| 0     | 85 a 89 | 4     |
| 0     | 80 a 84 | 0     |
| 8     | 75 a 79 | 0     |
| 4     | 70 a 74 | 4     |
| 16    | 65 a 69 | 4     |
| 16    | 60 a 64 | 24    |
| 0     | 55 a 59 | 4     |
| 8     | 50 a 54 | 0     |
| 12    | 45 a 49 | 8     |
| 8     | 40 a 44 | 4     |
| 12    | 35 a 39 | 4     |
| 8     | 30 a 34 | 8     |
| 4     | 25 a 29 | 4     |
| 4     | 20 a 24 | 0     |
| 0     | 15 a 19 | 4     |
| 0     | 10 a 14 | 8     |
| 4     | 5 a 9   | 8     |
| 0     | 0 a 4   | 4     |

## Economia
El 2007 la població en edat de treballar era de 115 persones, 85 eren actives i 30 eren inactives. De les 85 persones actives 72 estaven ocupades (43 homes i 29 dones) i 13 estaven aturades (6 homes i 7 dones). De les 30 persones inactives 14 estaven jubilades, 6 estaven estudiant i 10 estaven classificades com a «altres inactius».

### Ingressos
El 2009 a Saint-Rémy-de-Blot hi havia 104 unitats fiscals que integraven 231 persones, la mediana anual d'ingressos fiscals per persona era de 13.724 €.

### Activitats econòmiques
Dels 10 establiments que hi havia el 2007, 2 eren d'empreses de fabricació d'altres productes industrials, 2 d'empreses de construcció, 4 d'empreses d'hostatgeria i restauració, 1 d'una entitat de l'administració pública i 1 d'una empresa classificada com a «altres activitats de serveis».
Dels 4 establiments de servei als particulars que hi havia el 2009, 2 eren paletes i 2 restaurants.
L'any 2000 a Saint-Rémy-de-Blot hi havia 15 explotacions agrícoles que ocupaven un total de 553 hectàrees.

## Poblacions més properes
El següent diagrama mostra les poblacions més properes.